# Resolució 290 del Consell de Seguretat de les Nacions Unides
La Resolució 290 del Consell de Seguretat de les Nacions Unides fou adoptada el 8 de desembre de 1970, després de més invasions del territori de la República de Guinea per unitats navals i militars de Portugal el 22/23 i 27/28 de novembre (nom en clau Operação Mar Verde pels portuguesos), el Consell va reafirmar les seves nombroses resolucions anteriors sobre el tema, incloent el dret dels pobles d'Angola, Moçambic i Guinea Portuguesa a ser alliberats de l'Imperi Portuguès governat pel règim de l'Estado Novo. El Consell va incloure seves les conclusions en l'informe de la Missió Especial de la República de Guinea, va condemnar enèrgicament el Govern portuguès, va exigir el pagament d'una compensació total a la República i va declarar que el colonialisme portuguès era una seriosa amenaça per a la pau i la seguretat d'Àfrica.
A continuació el Consell va instar tots els Estats a abstenir-se de subministrar a Portugal qualsevol assistència militar i material que li permetés continuar amb les seves accions repressives i va demanar a Portugal que alliberés immediatament els seus territoris africans. La resolució conclou advertint Portugal que la repetició d'aquests atacs justificarien la consideració immediata de les mesures adequades i va demanar als aliats de Portugal exercir la seva influència en nom del Consell.
La resolució va ser aprovada amb 11 vots; França, Espanya, el Regne Unit i Estats Units es va abstenir.